# Alonso de Peñafiel
Alonso de Peñafiel y Araujo (Riobamba 1593-Huancavelica 1657). Fue un destacado teólogo jesuita de la Real Audiencia de Quito en el Virreinato del Perú.

## Biografía
Hijo de Alonso de Peñafiel y Lorenza de Araujo. Estudió en los colegios jesuitas de Riobamba y Quito. Ingresó a la Compañía de Jesús en el Noviciado de Quito, y luego pasó a Lima, Virreinato del Perú, donde completó sus estudios religiosos en el Colegio Máximo de San Pablo de Lima. Habiéndose ordenado como sacerdote fue profesor durante 16 años de Artes, Latinidad y Teología en el Colegio del Cuzco. Luego fue profesor de similares materias en el Colegio Máximo de San Pablo de Lima.
Obtuvo grado de Doctor en Teología en la Universidad de San Marcos y desarrolló en ella la cátedra de Prima de Teología.
Continuó con su vida en el Virreinato de Perú y tuvo tanto éxito que fue electo como Provincial de su Orden, el 1 de mayo de 1656. Murió murió meses más tarde mientras llevaba a cabo sus labores visitando las haciendas, los colegios y las casas de la Compañía de Jesús en la provincia de Huancavelica. Esto ocurrió el 2 de noviembre de 1657.

## Obra
Alonso de Peñafiel, junto a su hermano Leonardo fueron de los teólogos más destacados que nacieron en la Real Audiencia de Quito. Su talento y la calidad de sus tratados le dieron mucha fama a Alonso puesto que su obra a pesar de tener una influencia importante de autores como Francisco Suárez o Pedro Hurtado de Mendoza, sí desarrolló su doctrina personal que consistía en que la realidad se encuentra constituida únicamente de entes individuales, particulares y singulares. Con esto se opuso a las dos grandes tendencias que eran populares en esa época: el tomismo y el escotismo.
Durante su vida, Alonso escribió los siguientes títulos:
- Tratado de Teología, León, 1666.[2]
- Obligaciones y excelencias de las tres órdenes militares de Santiago, Calatrava y Alcántara, Madrid, 1643.[3]
- Curso de Artes, 3 volúmenes, León, 1653-1655.

## Reconocimientos
Sobre Alonso de Peñafiel podemos ver que su importancia se debió a la amplitud de su curso, según el extracto que tenemos de la historia de la Filosofía en Quito Colonial de Samuel Guerra: 
"Si exceptuamos la obra de P. Aguilar..., ningún otro jesuita del Perú alcanzó a ver publicados sus comentarios sobre todo del curso de Artes, como entonces se denominaba a la Filosofía. El P. Alonso tuvo la fortuna de lograrlo. Los dos primeros volúmenes de su obra aparecieron por primera vez en Lyon, el año de 1653, el tercero en 1655, y el cuarto, en 1670, [...] En amplitud y profundidad el curso del P. Peñafiel aventaja al P. Aguilar y en relación con los de su tiempo podría decirse completo, pues en todas sus partes llega a agotar casi la materia, como puede verse, por ejemplo en el tomo primero donde se trata de las ideas universales." 